# Заречная (Фировский район)
Заречная — деревня в Фировском районе Тверской области. Входит в состав Великооктябрьского сельского поселения.

## География
Находится в 14 километрах к югу от районного центра посёлка Фирово, на берегу реки Цны. Граничит с деревнями Пухтина Гора и Дубровка(Фировский район).

## История
В 1964 г. Указом Президиума ВС РСФСР деревня Могильское переименована в Заречная.

## Население
| 2010 |
| ---- |
| 5    |